# Louise Lovely
Louise Lovely (nacida Nellie Louise Carbasse; 28 de febrero de 1895 — 18 de marzo de 1980) fue una actriz de cine australiana de ascendencia suizo-italiana. Los historiadores de cine la consideran la primera actriz australiana que tuvo éxito en Hollywood, al firmar un contrato con Universal Pictures en Estados Unidos en 1914. Lovely apareció en 50 películas estadounidenses y diez australianas antes de retirarse de la actuación en 1925.

## Primeros años
Louise Lovely nació como Nellie Louise Carbasse en Paddington, Sídney, de padre músico y compositor italiano, Ferruccio Carlo Alberti, y madre suiza, Elise Louise Jeanne de Grüningen Lehmann, que había llegado a Australia en 1891, en compañía de Sarah Bernhardt, y había decidido quedarse en Sídney una vez que Bernhardt abandonara Australia.
Louise Lovely debutó profesionalmente a los nueve años como Eva en una producción teatral del clásico Uncle Tom's Cabin, con el nombre de Louise Carbasse.

## Carrera

### Inicios
Lovely actuaba con la compañía teatral de George Marlow en Australia Occidental cuando recibió un telegrama de Gaston Mervale para aparecer en una serie de películas para la Australian Life Biograph Company.

### Películas en Hollywood

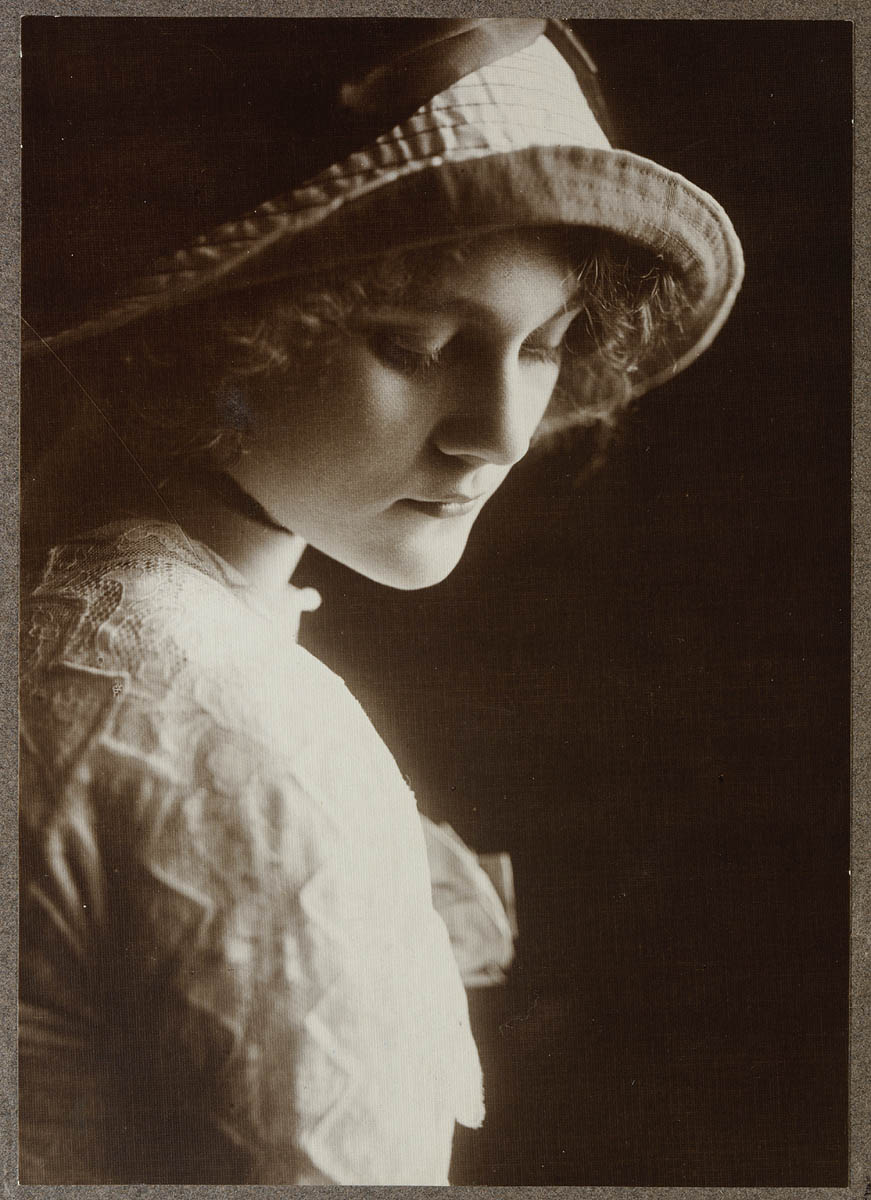
Louise Carbasse (Louise Lovely), Australia, ca. 1913

En 1914, Lovely se trasladó a Estados Unidos con su marido, con la esperanza de repetir su éxito australiano, y se instaló en Los Ángeles, California. En California, Lovely llamó la atención de Carl Laemmle, director de Universal Studios, quien le hizo un contrato con su estudio y la rebautizó como Louise Lovely. Debutó en Estados Unidos junto al legendario Lon Chaney en Father and the Boys en 1915, donde recibió buenas crítica. Volvió a actuar con Chaney en varias películas más, como Stronger Than Death (1915) y The Gilded Spider y Tangled Hearts (ambos de 1916).

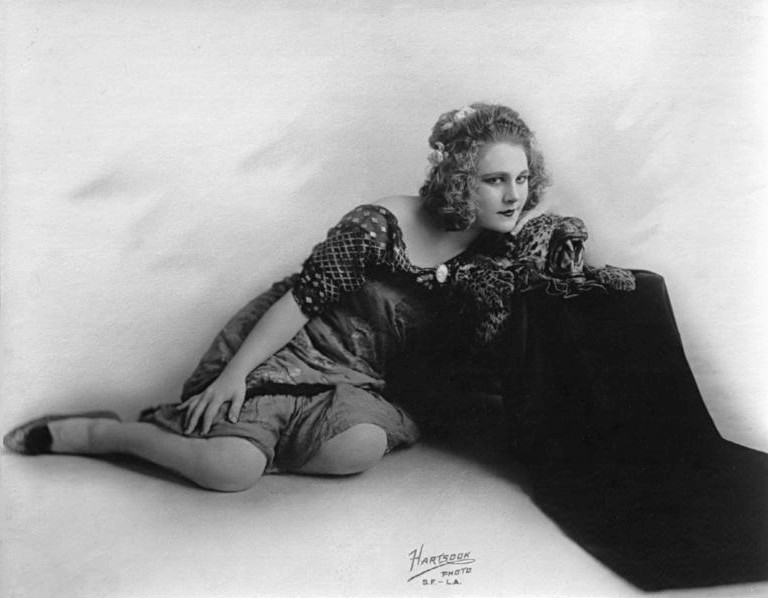
Lovely, c. 1920.

Lovely se convirtió en una de las principales estrellas de la Universal y en una competidora de Mary Pickford como la chica de oro del cine mudo, pero el estudio la abandonó en 1918 tras una disputa contractual. Aunque posteriormente fue contratada por la 20th Century Fox, donde protagonizó una serie de películas wéstern con William Farnum, su carrera nunca alcanzó la cima anterior. En cuatro años apareció en cincuenta películas estadounidenses.
Como consecuencia de haberse chamuscado el pelo en el plató de una película estadounidense, cambió definitivamente su peinado, pasando de una larga melena a un bob cut.

### Regreso a Australia
En 1924, Lovely y su marido regresaron a Australia en busca de un nuevo interés - la producción cinematográfica. Lovely llevaba mucho tiempo interesada en los entresijos del cine y había colaborado con Welch en un exitoso cortometraje documental, A Day at the Studio, pero sus planes para su regreso a Australia eran mucho más ambiciosos. Lovely y Welch emprendieron una búsqueda de talentos por todo el país para animar a las nuevas actrices de cine en ciernes. Más de 23.000 actores y actrices acudieron a las audiciones de Lovely, que incluían demostraciones de equipos cinematográficos y técnicas de interpretación, y que tuvieron lugar en lugares tan prestigiosos como el Princess Theatre de Melbourne. Veinte fueron seleccionados para aparecer en la siguiente película de Lovely Jewelled Nights (1925), escrita y dirigida por ella misma y su esposo.
Basada en la novela de Marie Bjelke Petersen, Jewelled Nights narraba la historia de una joven que escapaba de un matrimonio infeliz, haciéndose pasar por un hombre joven y encontrando refugio en una dura comunidad minera, donde encuentra el amor con un compañero minero (interpretado por Gordon Collingridge). Aunque tuvo un éxito extraordinario, no recuperó sus elevados costes. La industria cinematográfica australiana, antaño una de las más productivas del mundo, estaba a punto de caer en una depresión que duraría cincuenta años. A Lovely no le ofrecieron más papeles y no pudo permitirse más producciones independientes, por lo que Jewelled Nights fue su última película. Hoy en día se conserva muy poco de la película, aparte de tomas descartadas y fotogramas.
Antes de la producción de Jewelled Nights, entre 1921 y 1925, Lovely y Welch viajaron por Estados Unidos y Australia dirigiendo "A Day at the Studio", un espectáculo itinerante en el que el público se ofrecía voluntario para realizar "pruebas de pantalla".

## Vida personal
Lovely se casó con el también actor Wilton Welch en febrero de 1912, cuando tenía dieciséis años, y se trasladó con él a Estados Unidos. Lovely testificó ante la Royal Commission on the Moving Picture Industry in Australia, sugiriendo una serie de medidas que podrían estimular la industria cinematográfica local, en dificultades. Poco después regresó a los escenarios. Por aquel entonces, el matrimonio de Lovely con Wilton Welch se desintegró; Welch era homosexual, y desde su regreso a Australia en 1924 dejaron de vivir juntos. Lovely y Welch se divorciaron en noviembre de 1928.
Se casó con el director de teatro de Melbourne Andrew Bertie Cowen, conocido como "Bert Cowan", en el Registro Civil de Melbourne el lunes 26 de noviembre de 1928, el mismo día en que se le concedió el divorcio en Sídney. Su matrimonio con Cowan duró el resto de su vida. Cowan había trabajado en teatro, revistas y pantomimas antes de dedicarse al negocio del cine. Fue director de los teatros Regent, Plaza y Lyceum de Hoyts en Melbourne, antes de hacerse cargo en 1934 del Metro Theatre de Collins Street para MGM.
La pareja se trasladó a Hobart, Tasmania en 1946, donde Cowan se convirtió en gerente del teatro Prince of Wales. Lovely dirigió la tienda de golosinas del teatro, donde trabajó hasta su muerte en 1980.

## Filmografía

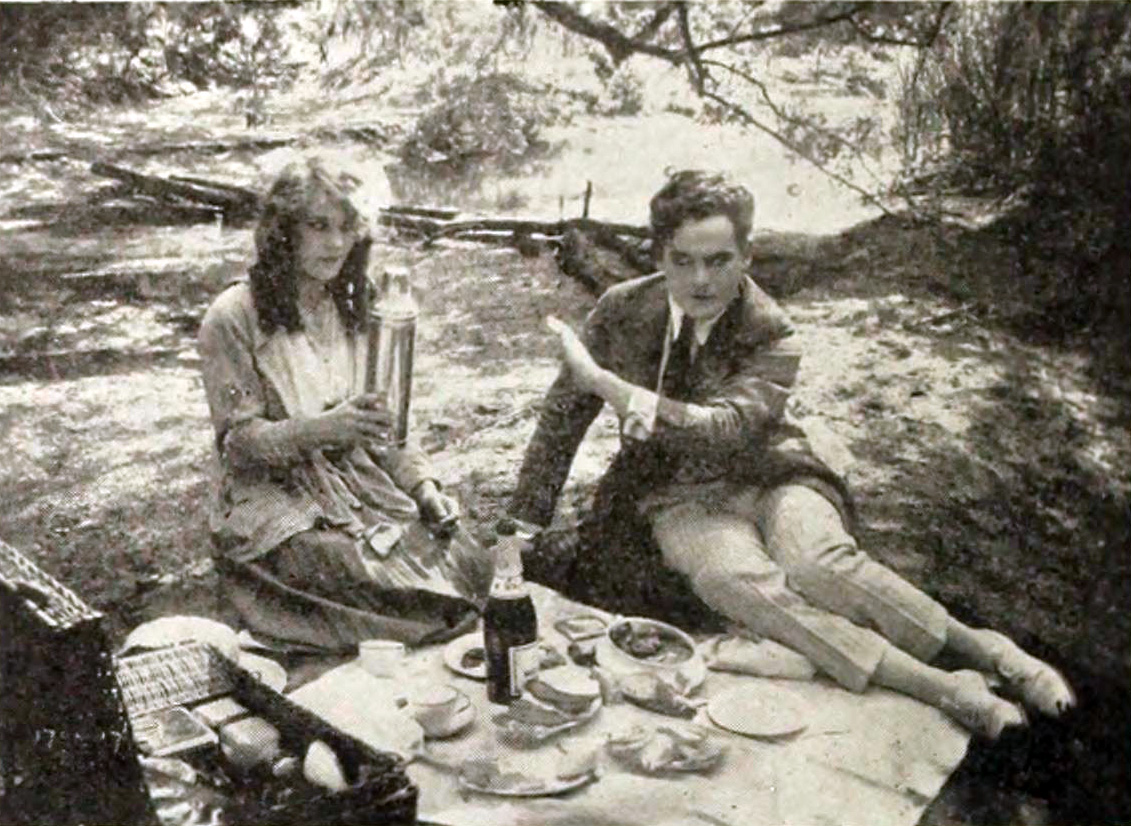
Bobbie of the Ballet (1916).

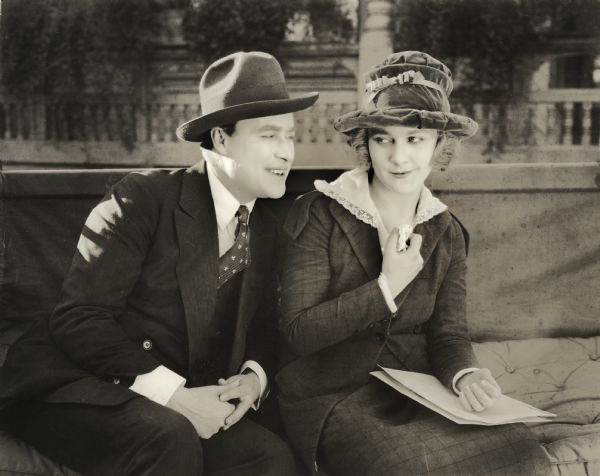
con Hale Hamilton en Johnny on the Spot (1919).

| Denota una película perdida | Denota una película perdida o presunta película perdida. |

| Año  | Título                                          | Papel                 | Notas                              |
| ---- | ----------------------------------------------- | --------------------- | ---------------------------------- |
| 1911 | One Hundred Years Ago                           | Judith                | como Louise Carbasse               |
| 1911 | A Ticket in Tatts                               | Mrs. Fallon           | como Louise Carbasse               |
| 1911 | The Colleen Bawn                                | The Colleen           | como Louise Carbasse               |
| 1911 | A Tale of the Australian Bush                   | Mrs. Hall             | como Louise Carbasse               |
| 1912 | Hands Across the Sea                            |                       | como Louise Carbasse               |
| 1912 | A Daughter of Australia                         |                       | como Louise Carbasse               |
| 1912 | Conn, the Shaughraun                            |                       | como Louise Carbasse               |
| 1912 | The Wreck of the Dunbar or The Yeoman's Wedding |                       | cortometraje; como Louise Carbasse |
| 1912 | The Ticket of Leave Man                         |                       | como Louise Carbasse               |
| 1915 | Father and the Boys                             | Bessie Brayton        |                                    |
| 1915 | Stronger Than Death                             | June Lathrop          |                                    |
| 1916 | The Measure of a Man                            | Pattie Batch          |                                    |
| 1916 | Dolly's Scoop                                   | Dolly Clare           | cortometraje; como Louise Welch    |
| 1916 | The Grip of Jealousy                            | Virginia Grant        |                                    |
| 1916 | Tangled Hearts                                  | Vera Lane             |                                    |
| 1916 | The Gilded Spider                               | Leonita & Elisa       |                                    |
| 1916 | The Grasp of Greed                              | Alice Gordon          |                                    |
| 1916 | Bobbie of the Ballet                            | Bobbie Brent          |                                    |
| 1916 | Bettina Loved a Soldier                         | Bettina Scott         |                                    |
| 1916 | The Social Buccaneer                            | Marjorie Woods        |                                    |
| 1916 | Stronger Than Steel                             | Daphne of the Follies | cortometraje                       |
| 1917 | Blood Money                                     | Belle Blaire          | cortometraje                       |
| 1917 | The Fugitive                                    | Nan Donovan           | cortometraje                       |
| 1917 | The Diamonds of Destiny                         | Jane Lowe             | cortometraje                       |
| 1917 | The Outlaw and the Lady                         | Ruth Carter           | cortometraje                       |
| 1917 | The Fourth Witness                              | Margaret Bryant       | cortometraje                       |
| 1917 | The Gift Girl                                   | Rokaia                | largometraje                       |
| 1917 | The Grip of Love                                | Ruth Overholt         | cortometraje                       |
| 1917 | Her Great Dilemma                               | Mary Blanton          | cortometraje                       |
| 1917 | The Field of Honor                              | Laura Sheldon         |                                    |
| 1917 | Her Strange Experience                          | Marie                 | cortometraje                       |
| 1917 | The Reed Case                                   | Helen Reed            |                                    |
| 1917 | Sirens of the Sea                               | Lorelei               |                                    |
| 1918 | The Wolf and His Mate                           | Bess Nolan            |                                    |
| 1918 | Painted Lips                                    | Lou McTavish          |                                    |
| 1918 | Nobody's Wife                                   | Hope Ross             |                                    |
| 1918 | The Girl Who Wouldn't Quit                      | Joan Tracy            |                                    |
| 1918 | A Rich Man's Darling                            | Julie Le Fabrier      |                                    |
| 1919 | Life's a Funny Proposition                      | Mary Austin           |                                    |
| 1919 | Johnny-on-the-Spot                              | Ann Travers           |                                    |
| 1919 | The Man Hunter                                  | Helen Garfield        |                                    |
| 1919 | The Usurper                                     | Beatrice Clive        |                                    |
| 1919 | The Lone Star Ranger                            | Ray Longstreth        |                                    |
| 1919 | Wolves of the Night                             | Isabel Hollins        |                                    |
| 1919 | The Last of the Duanes                          | Jenny Lee             |                                    |
| 1919 | Wings of the Morning                            | Iris Deane            |                                    |
| 1920 | The Third Woman                                 | Eleanor Steele        |                                    |
| 1920 | The Butterfly Man                               | Bessie Morgan         |                                    |
| 1920 | The Orphan                                      | Helen Fields          |                                    |
| 1920 | Twins of Suffering Creek                        | Little Casino         |                                    |
| 1920 | The Joyous Trouble-Maker                        | Beatrice Corlin       |                                    |
| 1920 | The Skywayman                                   | Grace Ames            |                                    |
| 1920 | The Little Grey Mouse                           | Beverly Arnold        |                                    |
| 1921 | Partners of Fate                                | Helen Meriless        |                                    |
| 1921 | While the Devil Laughs                          | Mary Franklin         |                                    |
| 1921 | The Old Nest                                    | Kate at 21–31         |                                    |
| 1921 | The Heart of the North                          | Patricia Graham       |                                    |
| 1921 | The Poverty of Riches                           | Grace Donaldson       |                                    |
| 1921 | Life's Greatest Question                        | Nan Cumberland        |                                    |
| 1922 | Shattered Idols                                 | Diana Chichester      |                                    |
| 1925 | Jewelled Nights                                 | Elaine Fleetwood      |                                    |